# Energía eólica en Corea del Sur
La energía eólica en Corea del Sur es una forma de energía renovable en Corea del Sur. A partir del 2015, la capacidad de energía eólica en Corea del Sur era de 835 MW y la proporción de energía eólica en el consumo total de electricidad era muy inferior al 0,1 %. Sin embargo, el gobierno coreano planea invertir $ 8.2 mil millones en parques eólicos marinos para aumentar la capacidad total a 2.5 GW para 2019

## Estadística
La capacidad de energía eólica instalada en Corea del Sur y la generación en los últimos años se muestra en la siguiente tabla:
| Año                 | 2004 | 2005  | 2006  | 2007  | 2008  | 2009  | 2010  | 2011  | 2012  | 2013   | 2014   | 2015   | 2016   | 2017 |
| ------------------- | ---- | ----- | ----- | ----- | ----- | ----- | ----- | ----- | ----- | ------ | ------ | ------ | ------ | ---- |
| Capacidad (MW)      | 65.7 | 183.6 | 190.0 | 192.7 | 298.0 | 333.3 | 366.7 | 418.7 | 491.5 | 583.4  | 644.7  | 852.5  | 1034.6 | 1143 |
| Generación (GW · h) | 47.4 | 129.8 | 238.9 | 375.6 | 436.0 | 685.3 | 816.9 | 862.8 | 912.7 | 1148.1 | 1145.5 | 1342.4 | 1683.1 | 2169 |